# Hochzeit in Weltzow
Hochzeit in Weltzow ist eine deutsche Literaturverfilmung der DEFA im Auftrag des Fernsehens der DDR von Georgi Kissimov aus dem Jahr 1979. Sie basiert auf der gleichnamigen Erzählung von Günter de Bruyn.

## Handlung
Der 20-jährige Berliner Wilhelm, genannt Willi, kommt aus zweijähriger Kriegsgefangenschaft in das havelländische Dorf Weltzow, wo er in Hans Graber einen ehemaligen Frontkameraden kennt. Hans ist inzwischen Lehrer und vermittelt Willi Arbeit bei Gastwirt Brunzel. Dessen Tochter Frau Leidenfrost ist seit fünf Jahren Witwe, fiel ihr Mann doch an der Front. Sie beginnt mit der Zeit, Gefallen an Willi zu finden, doch ist sich Willi dessen nicht bewusst. Er interessiert sich für die Schneiderin Ulla, lässt jedoch ihr erstes Treffen ausfallen, als er im Wirtshaus erfährt, dass Ulla ein uneheliches Kind hat.
Willi freundet sich mit den Knechten des Dorfes an und gibt vor dem Dorfpriester vor, katholisch zu sein, sodass er eines der begehrten CARE-Pakete erhalten kann. Gleichzeitig ist er von nun an gezwungen, regelmäßig zur Messe zu gehen, was jedoch ebenfalls mit Gaben aus CARE-Paketen erleichtert wird. Für Hans soll Willi eines Tages Stühle und Tische für die Schule organisieren. Auf seinem Weg durch das Dorf kommt er auch am Hof der Großbauersfamilie Dickkopp vorbei. Die hatte ihn einst mit ihrem Pferdewagen mit ins Dorf genommen. Tochter Elvira bittet ihn nun in die Stube. Schnell wird deutlich, dass sie in Willi verliebt ist. Ihr Versuch, ihn zu verführen, scheitert an der plötzlichen Rückkehr der Eltern. Beide setzen ihre heimliche Beziehung jedoch im Wirtshaus fort, wo sie am Ende im Doppelbett von Witwe Leidenfrost landen. Diese überrascht beide und kurz darauf stehen sämtliche Wirtshausgäste entsetzt in der Schlafzimmertür. Willi rettet die Situation, indem er vorgibt, sich soeben mit Elvira verlobt zu haben.
In der Folgezeit meiden die Knechte den neuen „Herrn“ Willi, der von Familie Dickkopp durchgefüttert wird. Zwar kommen ihm Zweifel an der Beziehung, zumal Mutter Dickkopp im Haus das Sagen hat und Elvira ankündigt, es ihr nach der Eheschließung gleichmachen zu wollen, doch will er sein Wort Elvira gegenüber nicht brechen. Den Rat Hans’, doch auf das Volksgut Landow zu gehen, schlägt er aus. Kurzzeitig löst er seine Verlobung, als ihm die Nörgelei an jeder seiner Handlungen zu viel wird, doch kann ihn Mutter Dickkopp besänftigen. Da Willi vorgeblich katholisch, die Braut jedoch evangelisch ist, kommt es zum Streit, wie die Hochzeit stattfinden soll. Der Priester setzt mit viel Lob und Schmeichelei durch, dass die Hochzeit eine katholische wird – die erste in Weltzow seit der Reformation. Vor der Eheschließung muss Willi zur Beichte gehen. Schnell erkennt der Priester, dass Willi keine Ahnung hat, wie eine Beichte abläuft. Willi wiederum gesteht, dass er nicht katholisch ist, sondern nur auf die CARE-Pakete aus war. Auch liebe er Elvira nicht, sondern sei nur mit ihr zusammen, weil er gerne esse. Überhaupt könne er mit der Grundeinstellung der Dickkopps – selber haben, aber nichts teilen – nichts anfangen. Am Ende der Beichte hat sich Willi gegen die Hochzeit entschieden. Der Priester erteilt ihm die Absolution und Willi flieht aus einem Seiteneingang der Kirche vor der wartenden Hochzeitsschar. Er kleidet sich um und geht aus dem Dorf, um das Volksgut Landow aufzusuchen. Unterwegs trifft er auf Ulla und ihr Kind, die ebenfalls raus aus Weltzow wollen. Er schließt sich ihnen an.

## Produktion
Hochzeit in Weltzow wurde 1978 auf ORWO-Color im DEFA-Studio für Spielfilme gedreht. Die Kostüme stammen von Barbara Braumann, die Filmbauten schuf Joachim Otto. Der Film lief am 1. Januar 1979 erstmals im 1. Programm des Fernsehens der DDR. Nach der Wiedervereinigung war er am 12. November 1993 erstmals auf VOX zu sehen.
Im Film ist mehrfach das Lied Capri-Fischer zu hören, neben einer Instrumentalversion auch in der Interpretation von Rudi Schuricke. Es war der letzte Film von Carola Braunbock, die im Juli 1978 noch vor der Uraufführung von Hochzeit in Weltzow verstarb.

## Kritik
Der film-dienst nannte Hochzeit in Weltzow einen „heitere[n] Fernsehfilm“. Für die TV Spielfilm war es ein „passabel gespielter Nachkriegsschwank“.